# 平齒囊鼠屬
平齒囊鼠屬（學名Thomomys），囓齒目囊鼠科的一屬，與其他囊鼠不同，它們的門牙上沒有凹槽。由於只分佈于北美洲西部，所以也叫西囊鼠。平齒囊鼠屬常被單獨列爲一個亞科。

## 特點
平齒囊鼠掘土而居，主要使用門牙掘土。它們以植物為食，包括根莖、樹葉等，白天居于地下，晚上出來活動。平齒囊鼠對於幫助肥沃土壤，防止水土流失有一定益處。

## 種類
大約有9種：
- 懷州囊鼠 Thomomys clusius
- 艾州囊鼠 Thomomys idahoensis
- 西部囊鼠 Thomomys mazama
- 山地囊鼠 Thomomys monticola
- 北部囊鼠 Thomomys talpoides
- 波氏囊鼠 Thomomys bottae
- 百合囊鼠 Thomomys bulbivorus
- 湯氏囊鼠 Thomomys townsendii
- 南部囊鼠 Thomomys umbrinus